# 1905 في الأوروغواي
فيما يلي قوائم الأحداث التي وقعت خلال عام 1905 في الأوروغواي.

## رياضة
- 1 يناير – الدوري الأوروغواياني لكرة القدم 1905 الفائز نادي كريكت سكة حديد أوروجواي الوسطى.

## ظهور
- 1 يناير – تانجو

## مواليد

### يناير
- 18 يناير – إنريكي باليستيروس لاعب كرة قدم أوروغواياني.[1]

### مارس
- 18 مارس – زويلو سالدومبيدي لاعب كرة قدم أوروغواياني.
- 22 مارس – أنجيل ميلونيو لاعب كرة قدم أوروغواياني.[2]

### مايو
- 11 مايو – بيدرو بيتروني لاعب كرة قدم أوروغواياني.[3]

### يوليو
- 17 يوليو – كوندويلو بيريز لاعب كرة قدم أوروغواياني.[4]

### نوفمبر
- 5 نوفمبر – كارلوس ريولفو لاعب كرة قدم أوروغواياني.[5]